# Bulgariska kommunistpartiet
Bulgariska kommunistpartiet, Komunisticeska Partija na Balgarija (KPB) är ett kommunistiskt parti i Bulgarien, bildat 1996 som Kommunistpartiet. .
KPB tillhör valalliansen Koalition för Bulgarien som i valet den 25 juni 2005, fick 34,2 % av rösterna och 82 av de 240 mandaten i parlamentet.
I landets första EU-parlamentsval 2007, fick KPB 0,98 % av rösterna.